# Rhacochilus toxotes
Espèce
Rhacochilus toxotes est une espèce de poissons téléostéens (Teleostei).